# Wacław Jagas
Wacław Roman Jagas (ur. 5 grudnia 1922 w Suwałkach, zm. 18 grudnia 2018 w Warszawie) – polski dowódca wojskowy, generał dywizji Wojska Polskiego.

## Życiorys
Syn Alfreda i Róży. W 1940 wraz z rodziną wywieziony na Syberię, pracował przy wyrębie tajgi. W 1943 zmobilizowany do 1 Dywizji Piechoty im. Tadeusza Kościuszki. W sierpniu 1943 ukończył Szkołę Podchorążych tej dywizji w Sielcach nad Oką i jako dowódca plutonu fizylierów uczestniczył w bitwie pod Lenino. Walczył na prawym skrzydle wprowadzonych do akcji sił dywizyjnych. Następnie pod Smoleńskiem przygotowywał podoficerów dla nowo tworzącej się 3 Dywizji Piechoty im. Romualda Traugutta. Po ukończeniu wyższej szkoły strzeleckiej w Sołniecznogorsku uczestniczył w pracach organizacyjnych przy formowaniu pod Berdyczowem 1 Brygady Piechoty Zmotoryzowanej 1 Korpusu Pancernego pełniąc funkcję dowódcy 1 kompanii strzeleckiej. W trakcie ofensywy 2 Armii Wojska Polskiego na odcinku Nysy Łużyckiej dowodził kompanią desantową na czołgach – brał udział w forsowaniu Nysy, uczestniczył w walkach pod Budziszynem i nad Sprewą aż do Drezna. Szlak bojowy ukończył nad Łabą, a następnie uczestniczył w wyzwalaniu północno-zachodniej części Czechosłowacji.
Po zorganizowaniu batalionu ochrony granicy z Czechosłowacją, stacjonującego pod Głubczycami w 1946 jako dowódca grupy manewrowej WOP (samodzielnego batalionu konno-zmotoryzowanego) brał udział w walkach z UPA w rejonie Baligrodu.
Po ukończeniu Akademii Sztabu Generalnego WP im. gen. Karola Świerczewskiego w 1951 pełnił szereg odpowiedzialnych funkcji dowódczych, sztabowych i w szkolnictwie wojskowym Wojska Polskiego. Był kolejno: dowódcą 21 Dywizji Piechoty w Lidzbarku Warmińskim (1953–1955), szefem sztabu 8 Korpusu Armijnego w Olsztynie, szefem Zarządu Organizacyjnego Sztabu Generalnego WP (1957–1965), zastępcą dowódcy Warszawskiego Okręgu Wojskowego do spraw liniowych (1965–1969), attaché wojskowym, morskim i lotniczym Ambasady PRL w Moskwie (1969–1973), zastępcą komendanta Akademii Sztabu Generalnego WP do spraw liniowych (1973–1978) oraz prezesem masowej organizacji paramilitarnej – Ligi Obrony Kraju (1978–1982). Na stopień generała brygady awansowany w lipcu 1960, a na stopień generał dywizji w październiku 1974. W latach 1982–1986 był zastępcą Głównego Inspektora Obrony Terytorialnej do spraw szkolenia poza wojskiem. Był wówczas zastępcą gen. broni Tadeusza Tuczapskiego. Od 1986 roku przebywał w dyspozycji MON. 30 marca 1988 przeniesiony w stan spoczynku w związku z osiągnięciem wieku emerytalnego (65 roku życia).
Służył w Wojsku Polskim przez 45 lat, z czego aż 28 lat w stopniu generalskim.
Działacz społeczny. Długoletni prezes Polskiego Związku Strzelectwa Sportowego. W latach 1984–1985 – przewodniczący Rady Ochrony Pomników Walki i Męczeństwa. Od maja 1985 do 1990 był członkiem Prezydium Zarządu Głównego ZBoWiD. W latach 1988–1990 był członkiem Rady Ochrony Pamięci Walk i Męczeństwa.
Pochowany na Cmentarzu Wojskowym na Powązkach (kwatera FII-11-12).

## Życie prywatne
Oboje jego rodzice zmarli na Syberii. Ojciec Alfred został pochowany w 1941 w tajdze w miejscowości Tajszet, obwód Irkuck, matka Róża z domu Korewa pochowana w 1945 w Kraju Ałtajskim. Miał brata Henryka, lekarza weterynarii, oficera rezerwy, uczestnika wojny obronnej 1939, który całą okupację przebywał w niewoli niemieckiej w Oflagu w Lubece, siostrę Marię, która przez całą wojnę przebywała w obozie koncentracyjnym Ravensbrück oraz siostrę Krystynę, również wywiezioną na Syberię.
Mieszkał w Warszawie. Żonaty z Aliną z domu Dominiewską, Małżeństwo miało córkę i syna.

## Odznaczenia i wyróżnienia[8]
- Krzyż Komandorski Orderu Odrodzenia Polski (1978)
- Krzyż Oficerski Orderu Odrodzenia Polski (1972)
- Krzyż Kawalerski Orderu Odrodzenia Polski (1958)
- Order Sztandaru Pracy I klasy (1987)
- Order Sztandaru Pracy II klasy (1963)
- Order Krzyża Grunwaldu III klasy (1946)
- Złoty Krzyż Zasługi
- Krzyż Bitwy pod Lenino
- Srebrny Medal „Zasłużonym na Polu Chwały” (dwukrotnie - 1943, 1945)
- Medal 10-lecia Polski Ludowej (1955)
- Medal 30-lecia Polski Ludowej (1974)
- Medal 40-lecia Polski Ludowej (1984)
- Medal Zwycięstwa i Wolności 1945
- Złoty Medal „Siły Zbrojne w Służbie Ojczyzny” (1968)
- Srebrny Medal „Siły Zbrojne w Służbie Ojczyzny”
- Brązowy Medal „Siły Zbrojne w Służbie Ojczyzny”
- Medal „Za udział w walkach o Berlin”
- Złoty Medal „Za zasługi dla obronności kraju”
- Srebrny Medal „Za zasługi dla obronności kraju”
- Brązowy Medal „Za zasługi dla obronności kraju”
- Medal Komisji Edukacji Narodowej (1973)[9]
- Odznaka „Zasłużony Działacz Kultury” (1985)[10]
- Złota odznaka „Za opiekę nad zabytkami” (1985)[11]
- Złoty Medal „Za zasługi dla Ligi Obrony Kraju”
- Złoty Medal „Opiekun Miejsc Pamięci Narodowej”
- Odznaka 1000-lecia Państwa Polskiego
- Odznaka Grunwaldzka
- Odznaka Kościuszkowska
- Złota odznaka honorowa „Za Zasługi dla Warszawy” (1962)[12]
- Medal "Za długoletnią, ofiarną służbę" (nadany przez ministra obrony narodowej, 1988)
- Medal pamiątkowy „Za zasługi dla Warszawskiego Okręgu Wojskowego”
- Krzyż Wojenny Czechosłowacki 1939 (Czechosłowacja, 1946)
- Order Czerwonego Sztandaru (Związek Radziecki)
- Order Przyjaźni Narodów (Związek Radziecki, 1973)
- Medal „Za umacnianie braterstwa broni” (Związek Radziecki, 1984)[13]
- Medal „Za zwycięstwo nad Niemcami w Wielkiej Wojnie Ojczyźnianej 1941–1945” (Związek Radziecki)
- Medal jubileuszowy „Dwudziestolecia zwycięstwa w Wielkiej Wojnie Ojczyźnianej 1941–1945” (Związek Radziecki)
- Odznaka „25-lecia Zwycięstwa w Wielkiej Wojnie Ojczyźnianej 1941–1945” (Związek Radziecki, 1970)[14]
- Medal jubileuszowy „Trzydziestolecia zwycięstwa w Wielkiej Wojnie Ojczyźnianej 1941–1945” (Związek Radziecki, 1975)
- Medal jubileuszowy „Czterdziestolecia zwycięstwa w Wielkiej Wojnie Ojczyźnianej 1941–1945” (Związek Radziecki, 1985)
- Medal jubileuszowy „60 lat Sił Zbrojnych ZSRR” (Związek Radziecki)
- Wpis do „Honorowej Księgi Czynów Żołnierskich” (1985)